# Santa María Yucuhiti
Santa María Yucuhiti là một đô thị thuộc bang Oaxaca, Mexico. Năm 2005, dân số của đô thị này là 6496 người.